# Kane Bassin
Kane Bassin er et sund eller stræde, der ligger mellem Grønland og Canada's nordligste ø, Ellesmere Island. Det forbinder Smith Sund med Kennedykanalen og er en del af Nares Strædet. Det er omtrent 180 kilometer langt og 130 km på det bredeste sted.
Det er opkaldt efter Elisha Kane, hvis eftersøgningsekspedition i sin søgen efter John Franklin krydsede det i 1854. Kane havde selv kaldt det "Peabody Bay" til ære for filantropen George Peabody, der finansierede Kanes ekspedition.